# Héming
Héming é uma comuna francesa na região administrativa de Grande Leste, no departamento de Mosela. Estende-se por uma área de 3,69 km². Em 2010 a comuna tinha 501 habitantes (densidade: 135,8 hab./km²).